# Geert Steurs
Geert Steurs (ur. 24 września 1981 w Schoten) – belgijski kolarz jeżdżący w barwach Topsport Vlaanderen. Z tym zespołem jest związany od 2009 roku. Zawodowo jeździ od 2007.

## Sukcesy
- 2006
  - Cepa Tour – 1. miejsce
  - etap 1. Cepa Tour
- 2007
  - Nokere-Koerse – 3. miejsce
- 2010
  - etap 2. Tour of Qatar

## Przynależność klubowa
- 2004 –  Jong Vlaanderen 2016
- 2005 –  Jong Vlaanderen 2016
- 2006 –  Pictoflex-Thompson-Hyundai
- 2007 –  Predictor-Lotto
- 2008 –  Silence-Lotto
- 2009 –  Topsport Vlaanderen
- 2010 –  Topsport Vlaanderen